# Give Me Just a Little More Time
»Give Me Just a Little More Time« je debitantski singl glasbene skupine Chairmen of the Board, ki so jo izdali leta 1970 preko založbe Capitol Records in preko založbe Invictus Records skupine Holland–Dozier–Holland.
Pesem so napisali in producirali Brian Holland, Lamont Dozier, Ron Dunbar in Edward Holland, ml. Ker je skupina Holland-Dozier-Holland takrat sodelovala v tožbi proti bivšemu partnerju, Motownu, je pesem izdala pod psevdonimom »Edythe Wayne«, kot večino svojih prvih del, ustvarjenih v sodelovanju z založbama Invictus Records in Hot Wax Records. Pesem »Give Me Just a Little More Time« vključuje glavnega pevca glasbene skupine Chairmen of the Board, General Johnson, ki je pesem pravzaprav pripovedoval; v pesmi svojo ljubimko prosi, naj si premisli in mu da »le malo več časa«.
Pesem je bila v več stvareh zelo podobna Motownovim delom. Ne samo, da jo je napisala in producirala skupina Holland-Dozier-Holland, tudi izvedla jo je Motownova glasbena skupina The Funk Brothers. Glasbeno skupino The Funk Brothers so takrat sestavljali:
- Bas kitara: Bob Babbitt
- Kitara: Dennis Coffey, Eddie Willis in Ray Monette
- Sintetizator: Johnny Griffith
- Bobni: Richard »Pistol« Allen
- Tolkala: Jack Ashford

Pesem »Give Me Just a Little More Time«, v ozadju katere se je predvajala pesem »Since the Days of Pigtails«, je zasedla tretje mesto na lestvici Billboard Hot 100, s čimer je pesem postala najuspešnejši singl glasbene skupine Chairmen of the Board v Združenih državah Amerike in prva od njihovih štirih pop uspešnic na lestvici Billboard Hot 100. Singl je zasedel tudi osmo mesto na Billboardovi lestvici Hot R&B/Hip-Hop Songs ter septembra 1970, ko je v ZDA prodal že milijon izvodov, zasedel še tretje mesto na britanski glasbeni lestvici. Prvi LP glasbene skupine Chairmen of the Board, poimenovan po njih samih, je vključeval tudi singl; po uspehu pesmi so LP Chairmen of the Board ponovno izdali pod imenom Give Me Just a Little More Time.

## Različica Kylie Minogue
Lastno različico pesmi »Give Me Just a Little More Time« je leta 1991 posnela tudi avstralska pop pevka Kylie Minogue. Njeno različico pesmi so izdali v reklami za reklame podjetja Accurist. Pesem je bila tudi ena od zadnjih pesmi z njenega četrtega glasbenega albuma, Let's Get to It. Zasedla je drugo mesto na britanski glasbeni lestvici. Kot B-stran singla so izdali bolj klubsko pesem »Do you Dare?«.
Pesem »Give Me Just a Little More Time« je edina pesem z albuma Let's Get to It, ki so jo vključili tudi na njeno kompilacijo Ultimate Kylie. B-stran singla, pesem »Do you Dare?«, so vključili tudi na njeno kompilacijo Greatest Remixes (Vol. 2), s pesmijo »Give Me Just a Little More Time« pa je Kylie Minogue nastopila na turnejah Showgirl, Showgirl Homecoming in For Me, For You.

### Seznam verzij
Britanski CD s singlom (PWCD212)
1. »Give Me Just a Little More Time« — 3:07
2. »Give Me Just a Little More Time« (razširjena verzija) — 4:33
3. »Do You Dare?« (NRG-jev remix) — 7:04
4. »Do You Dare?« (remix) — 6:40

Britanska gramofonska plošča s singlom #1 (PWL212)
1. »Give Me Just a Little More Time« — 3:07
2. »Do You Dare?« (NRG-jeva verzija) — 3:17

Britanska gramofonska plošča s singlom #2 (PWLT212)
1. »Give Me Just a Little More Time« (razširjena verzija) — 4:33
2. »Do You Dare?« (NRG-jev remix) — 7:04
3. »Do You Dare?« (remix) — 6:40

Britanska različica z iTunesa
1. »Give Me Just a Little More Time« — 3:07
2. »Give Me Just a Little More Time« (razširjena verzija) — 4:33
3. »Give Me Just a Little More Time« (inštrumentalna verzija) — 3:05
4. »Give Me Just a Little More Time« (spremljevalna pesem) — 3:06
5. »Do You Dare?« (NRG-jev remix) — 7:04
6. »Do You Dare?« (remix) — 6:40
7. »Do You Dare?« (italijanski remix) — 5:22
8. »Do You Dare?« (NRG-jeva verzija) — 3:17
9. »Do You Dare?« (inštrumentalna verzija) — 6:38

### Dosežki
| Lestvica (1992)                            | Dosežek |
| ------------------------------------------ | ------- |
| Avstralija (ARIA)                          | 24      |
| Nizozemska (Dutch Top 40)                  | 60      |
| Evropa (Eurochart Hot 100 Singles)         | 9       |
| Nemčija (Media Control Charts)             | 51      |
| Irska (IRMA)                               | 6       |
| Slovenija                                  | 4       |
| Južna Afrika (South African Singles Chart) | 1       |
| Združeno kraljestvo (UK Singles Chart)     | 2       |

#### Dosežki ob koncu leta
| Lestvica (1992)                        | Dosežek |
| -------------------------------------- | ------- |
| Združeno kraljestvo (UK Singles Chart) | 50      |

### Nastopi v živo
Kylie Minogue je s pesmijo »Give Me Just a Little More Time« nastopila na naslednjih koncertnih turnejah:
- Showgirl: The Greatest Hits Tour (skupaj s pesmijo »Brrr« med aktom »Smehljajoča se Kylie«)
- Showgirl: The Homecoming Tour (skupaj s pesmijo »Brrr« med aktom »Vse je tabu«)
- Anti Tour (nastopila le v Londonu)